# Eastern Suburbs
Il termine Eastern Suburbs viene comunemente utilizzato per definire le zone collocate nella parte sudorientale della città australiana di Sydney, ossia le zone a Est rispetto alla CBD - Central Business District.
Le Eastern Suburbs si estendono da Watsons Bay, all'estremità nord dell'area, fino a La Perouse, all'estremità sud. 
L'Istituto di Statistica Australiano, in particolare l'"Eastern Suburbs Statistical Subdivision", include solo le Local Government Areas Woollahra, Waverley e Randwick. Secondo il Censimento 2006, la popolazione della regione è di 230.757 unità.

## Attrazioni turistiche
Le principali aree commerciali che collegano i sobborghi orientali si trovano a Bondi Junction, Double Bay, Randwick e Maroubra Junction. Questi nodi forniscono trasporti, servizi, ristoranti, alloggi residenziali, spazi commerciali e uffici.
I centri commerciali includono Westfield Bondi Junction, Eastgate Bondi Junction, Eastpoint Food Fair nel Edgecliff Centre, Supa Centa a Moore Park, Royal Randwick Shopping Centre, Pacific Square a Maroubra, Southpoint a Hillsdale e Westfield Eastgardens, che è il più grande centro nel sud-est, [6] Westfield Bondi Junction è il più grande in generale.
Le aree commerciali popolari nei sobborghi orientali includono Charing Cross, Five Ways a Paddington, Kings Cross e Spot.
Coogee, uno dei sobborghi costieri più pittoreschi di Sydney, offre una combinazione unica di stile di vita, comunità e opportunità immobiliari. Estendendosi su circa 2 chilometri quadrati, Coogee offre un'armoniosa combinazione di fascino costiero e comodità urbana, rendendolo uno dei sobborghi più richiesti nel Nuovo Galles del Sud.
Nei sobborghi orientali si trovano alcune delle spiagge e delle destinazioni turistiche più famose di Sydney. Queste includono: Double Bay Beach, Redleaf Pool, Lady Martins Beach, Rose Bay Beach, Shark Beach, Parsley Bay Beach, Kutti Beach, Camp Cove Beach, Lady Bay Beach, Watsons Bay, Bondi Beach, Tamarama Beach, Bronte Beach, Clovelly Beach, Gordon's Bay, Coogee Beach, Maroubra Beach, Malabar Beach, Little Bay Beach, Little Congwong Beach, Congwong Beach, Frenchmans Beach, La Perouse e Yarra Bay Beach.
L'ippodromo di Randwick è una popolare destinazione ricreativa per i residenti dei sobborghi orientali ed è il più grande ippodromo del Nuovo Galles del Sud.
Il porto di Botany, situato a sud della regione, è il più grande porto per container del Nuovo Galles del Sud.
L'università orientale di Sydney, l'Università del Nuovo Galles del Sud, abbreviata in UNSW, situata a Kensington, è una delle migliori università in Australia. Dall'altra parte della strada nello stesso sobborgo di Kensington si trova l'Istituto Nazionale di Arte Drammatica, abbreviato in NIDA.
Gli ospedali principali che servono i sobborghi orientali includono l'ospedale di Saint Vincent a Darlinghurst e il più grande ospedale, l'ospedale del Principe di Galles a Randwick.